# Central térmica Castelnou Energía
La central térmica Castelnou Energía es una instalación termoeléctrica de ciclo combinado alimentada con gas natural, situada junto al río Martín, en el término municipal de Castelnou, en la provincia de Teruel (España). Consta de 2 turbinas de gas y una de vapor que generan un total de 790 MW. Es propiedad de la multinacional belga Electrabel.

## Datos
La planta de Castelnou es la primera en España del grupo Electrabel (Grupo Suez), el productor de electricidad líder en el Benelux. Su construcción supuso un notable impulso para la economía de la comarca del Bajo Martín, muy castigada por la despoblación. A su favor tenía la proximidad del Gasoducto del Ebro, del que se abastece de gas natural. Las obras comenzaron en octubre de 2003, y culminaron con la puesta en marcha de la central, el 5 de junio de 2006. Supuso una inversión de 320 millones de euros, y con sus 790 MW supone un 11,7 % del total generado en la comunidad.
Su construcción fue llevada a cabo por el Grupo Dragados y Mitsubishi, y en ella se emplearon unos 900 trabajadores.
Para mejorar los accesos, el Gobierno de Aragón subvencionó la construcción de una carretera de 6,8 km entre la localidad de Castelnou y la central, que da empleo directo a unas 50 personas de la zona.

## Datos técnicos
- Rendimiento superior al 54 %
- Consumo de Gas Natural 140.000 Nm3/h
- 2 Turbinas de gas (240 MW)
- 2 Calderas de recuperación
- Turbina de vapor (280 MW)
- Refrigeración: Aerocondensador; (73 m x 64 m x 30 m); 36 ventiladores